# Jered
Jered (hebräisch יֶרֶד, auch Yereḏ, Jared, Yāreḏ, "absteigen"; griechisch Ἰάρετ Iáret; arabisch أليارد al-Jārid) ist eine biblische Gestalt in der Jüdischen Bibel.
Jered war der älteste Sohn des Mahalalel und ein Nachkomme des Set. Laut Gen 5,15–20  war sein Vater 65 Jahre alt, als er ihn zeugte. Er selbst wurde hingegen im Alter von 162 Jahren zum ersten Mal Vater. Er nannte einen Sohn Henoch. Anschließend soll er noch 800 Jahre gelebt haben und viele weitere Söhne und Töchter gehabt haben. Jered starb im Alter von 962 Jahren.
Jered findet Erwähnung in einem der zwei abweichenden Stammbäume Jesu in Lk 3,37 .
Er ist nicht zu verwechseln mit dem in Gen 4,18  erwähnten Irad, dem Enkel Kains. Letzterer ist nicht Vater, sondern Sohn eines anderen Henoch.